# Очищение (фильм, 2012)
«Очищение» (фин. Puhdistus) — фильм 2012 года финского кинорежиссёра Антти Йокинена по одноимённому роману финской писательницы Софи Оксанен.
Фильм посвящён истории Эстонии. Широкой публике фильм впервые был показан в Таллине 30 августа 2012 года. Официальная премьера фильма в Финляндии и Эстонии состоялась 7 сентября 2012 года.
В сентябре 2012 года фильм был выдвинут от Финляндии на премию Оскар в номинации «лучший зарубежный фильм». Жюри, принявшее решение о выдвижении, отметило «блестящую работу» актеров, профессионализм создателей фильма, а также сильное воздействие фильма на зрителя. Лаура Бирн за роль в этом фильме стала лауреатом финской национальной кинопремии «Юсси» в номинации «За лучшую женскую роль» (2013).

## Актёрский состав
| В ролях         |  | Персонаж        |
| --------------- |  | --------------- |
| Аманда Пилке    |  | Зара            |
| Лаура Бирн      |  | Молодая Алийде  |
| Лийси Тандефелт |  | Взрослая Алийде |
| Криста Косонен  |  | Ингел           |
| Петер Францен   |  | Ханс            |
| Томми Корпела   |  | Мартин          |
| Кристьян Сарв   |  | Паша            |
| Ярмо Мякинен    |  | Лаврентий       |
| Томи Салмела    |  | милиционер      |